# Access to Knowledge
Access to Knowledge (A2K) (engl. Zugang zu Wissen) ist eine Bewegung, die versucht, bestehende Urheberrechtrichtlinien gesellschaftlichen wie ökonomischen Anforderungen und Bedürfnissen gegenüberzustellen und diese miteinander in Einklang zu bringen.
Das Hauptziel des Projekts ist – seinem Namen entsprechend –, jedermann kostenfrei den Zugang zu Wissen zu ermöglichen. So erhofft man sich eine Förderung des kreativen und erfinderischen Einflusses auf Kultur und Gesellschaft. Ein neues Paradigma soll so die Schaffung und Verwaltung von Wissensressourcen wieder neu in Einklang bringen, sodass alle davon profitieren.
Unter den Beschränkungen des Zugangs zu Wissen leiden insbesondere die Bewohner der Entwicklungsländer, da sich dort viele Menschen die Preise für wesentliche Güter wie Bücher oder Medizin nicht leisten können. Dabei sind Wissensgüter – gerade durch ihre Eigenschaft kopiert und weitergegeben werden zu können – grundsätzlich von physischen Gütern zu unterscheiden, soll eine stärkere Förderung der Entwicklungsmöglichkeiten unterstützt werden. Eine Angleichung der Unterschiede zwischen Reichen und Armen ist in keinem anderen Bereich so entscheidend, aber auch chancenreich wie beim Zugang zu Wissen.
Unter Wissensfreiheit verstehen Medienwissenschaftler und Bildungspolitiker das Recht auf freien Zugang zu Information. Sie bezeichnen den freien Zugang zu Wissen als Grundrecht und Voraussetzung für eine demokratische Gesellschaft.
Die Befürworter der Wissensfreiheit berufen sich unter anderem auf den Soziologen Max Weber, der davon ausgeht, dass aus politischer Sicht ein Wissensvorsprung immer auch ein Machtvorsprung ist.
Durch den gleichberechtigten Zugang zu Wissen haben somit wissensärmere Bevölkerungen eher die Chance eine Angleichung der Unterschiede von Arm und Reich selbstständig zu realisieren.
Access to Knowledge will ein ausgeglichenes System für geistiges Eigentum bieten, das sowohl die Rechte der Autoren als auch die der Konsumenten schützt.
Die weltweite Bewegung wird durch einen Zusammenschluss verschiedener Non-Profit-Organisationen, Unternehmen, Privatpersonen, Regierungen, den sog. Entwicklungsländer (dem Global South), Bibliotheken, Lehrern und Ausbildern und der Free/Libre/Open-Source Software (FLOSS) community vorangetrieben.
Die Arbeit von A2K umfasst unter anderem das Schaffen von Bewusstsein und die Aufklärung über die wichtige Rolle des Zugangs zu Wissen in den heutigen Gesellschaften, die Verbesserung der Zugangsmöglichkeiten in den ärmeren Ländern, sowie die Förderung des Verständnisses von Urheberrechtsregelungen und der Rechte an geistigem Eigentum und des daraus resultierenden Einflusses auf die Gesellschaft.

## A2K-Abkommen
2004 wurde vornehmlich die Idee eines globalen A2K-Abkommens entwickelt, die von NGOs, einigen Akademien und Regierungen gefördert wurde. Im August desselben Jahres schlugen Brasilien und Argentinien ein solches Abkommen als Teil eines größeren Vorschlagskataloges an die Wipo vor. 2005 fanden Diskussionen zu diesem Vertragsentwurf statt, die im Mai 2005 zu einem ersten Vertragsentwurf führten. Dieses Abkommen wurde jedoch nicht weiterverfolgt, da eine Einigung mit den Industrieländern angestrebt wird und ein im Vorhinein ausformulierter Vertrag die Chancen auf Einigung mindern könnte.
Andere Vertragswerke werden von A2K anerkannt und sollen nicht explizit aufgehoben werden. A2K soll diese lediglich ergänzen und Aufmerksamkeit für zur Zeit vernachlässigte bereits bestehende Regelungen schaffen. Dabei bezieht sich das Abkommen auch auf frühere Regelungen wie das Florence Agreement von 1950.
Die Art und Weise, wie die einzelnen Länder A2K gesetzlich umsetzen, ist ihnen selbst vorbehalten. Eine erweiterte Umsetzung, die über den Entwurf hinausgeht, wird dabei explizit begrüßt.
Die abgedeckten Themengebiete umfassen eine Ausnahmeregelung für urheberrechtsgeschützte Inhalte sowie eine Neuregelung des Patentrechts inklusive der Festlegung auf was Patente angewendet werden können. Weiterhin wird ein neuer Umgang mit Knowledge Commons/Public Domain vorgestellt; so soll das vom Staat finanzierte Wissen für jeden zugänglich und Public Domain sein. Der Entwurf bewirbt den Einsatz von offenen Standards und legt die Grundlage für Technologietransfers in Entwicklungsländer. Schließlich werden noch diverse andere Themen kurz angesprochen – hier ist die aktuelle Version des Vertrags allerdings noch nicht fertiggestellt, so dass weite Teile noch nicht ausgearbeitet wurden.

## A2K-Konferenz
Ab 2006 wurde im April die mehrere Tage dauernde A2K-Conference abgehalten. Ihr Ziel ist die Ausarbeitung konkreter Vorschläge und Zeitpläne für die Umsetzung von A2K. Dort treffen sich die das Projekt vorantreibenden Köpfe aus den Industrie- und Entwicklungsländern sowie den NGOs.